# Увага, черепаха!
«Увага, черепаха!» (рос. «Внимание, черепаха!») — російський радянський дитячий художній фільм 1970 року, режисера  Ролана Бикова.

## Сюжет
В 1 «Б» класі середньої школи є свій куточок живої природи: (хом'ячок на прізвисько Хом'як, кролик по кличці Трусик). Відповідальний за живий куточок — учень Вова Васильєв. Улюблениця всього класу — черепаха на прізвисько Ракета. Одного разу Вову приймають в інститут харчування, і на цілий місяць живий куточок позбавляється свого покровителя. Тимчасово виконуючим обов'язки відповідального обирають двох першокласників — Діденко і Манукяна. Хлопці починають ставити над черепахою різні досліди з визначення її витривалості. Доходять до випробувань під гусеницями танка. Але зусиллями інших першокласників, самого Вови Васильєва, який втікає з інституту, переодягнений в сукню дівчинки, перевірка під гусеницями танка не відбулася.

## У ролях
- Галя Буданова —  Таня Самохіна
- Альоша Єршов —  Вова Васильєв, «Фунтик», «йога»
- Андрій Самотолкін —  Вова Діденко
- Миша Мартиросян —  Вова Манукян
- Олена Рябухіна —  Елла, закохана в Вову Манукяна
- Галя Вербицька —  Белла
- Олексій Баталов —  дідусь Тані Самохіної, професор, «відомий учений»
- Ірина Азер —  Анна Сергіївна, вчителька молодших класів
- Ліліан Малкіна —  фізкультурниця, бабуся Вови Васильєва
- Ролан Биков —  бабуся Діденко
- Альоша Голубєв —  Голубєв
- Інга Володіна —  Інга Володіна
- Мар'яна Смирнова —  Катя Єгорова
- Наташа Бакшеєва
- Юля Пастухова
- Зоя Федорова —  Вікторія Михайлівна, вчителька співу
- Ріна Зелена —  вчений секретар музею
- Емілія Мільтон —  глуха актриса
- Валентина Березуцька —  двірничка
- Олександр Філіппенко —  командир головного танка

## Знімальна група
- Автори сценарію:  Семен Лунгін,  Ілля Нусінов
- Режисер:  Ролан Биков
- Оператор:  Анатолій Мукасей
- Художник:  Олександр Ковальов
- Композитор:  Андрій Петров